# Frank Bleckmann
Frank Bleckmann (Mülheim an der Ruhr, 3 agosto 1967) è un ex schermidore tedesco, vincitore di una medaglia d'argento e tre di bronzo ai campionati mondiali di scherma.